# هوبلینگن
هوبلینگن (به آلمانی: Hüblingen) یک شهر در آلمان است که در وستروالدکرایس واقع شده‌است. هوبلینگن ۳۰۴ نفر جمعیت دارد.